# Berne (Indiana)
Berne – miasto w Stanach Zjednoczonych, w stanie Indiana, w hrabstwie Adams.